# ایگناتی آراکلیان
ایگناتی آراکلیان (Իգնատի Առաքելյան؛ زادهٔ ۱ مارس ۱۹۷۲) یک سیاستمدار اهل ارمنستان است که از تاریخ ۲۰ سپتامبر ۲۰۱۶ تا تاریخ آوریل ۲۰۱۸ در دولت کارن کاراپتیان سمت وزیر کشاورزی ارمنستان را برعهده داشت.

## زندگینامه
در ۱ مارس ۱۹۷۲ به دنیا آمد .